# Grieks-Turkse Oorlog
De Grieks-Turkse Oorlog is de benaming voor een serie veldslagen tussen Griekenland en het bezette Turkije om West-Anatolië tijdens de Turkse Onafhankelijkheidsoorlog. Hoewel deze voornamelijk in 1921 en 1922 woedde, begon de voorgeschiedenis al in 1918.

## Voorgeschiedenis
De voorgeschiedenis van de Grieks-Turkse Oorlog en de Turkse Onafhankelijkheidsoorlog begint met de Italiaanse ambities.
In 1915 had Italië zich door de geallieerden laten verleiden tot een oorlog tegen de Centralen. Hen was in het Verdrag van Londen gebiedsuitbreiding toegezegd aan de Adriatische kust en in het noorden tot aan de Brennerpas. Italië betreurde duizenden slachtoffers en kampte met een enorme staatsschuld. De Italiaanse politici wisten dat ze meer moesten behalen om dit leed te compenseren, wilden ze aan de macht blijven. Dit bracht hen ertoe de stad Fiume op te eisen. Men droomde echter ook van een koloniaal rijk. Italië zag zichzelf als een koloniale laatkomer, waarvoor niets overbleef doordat andere landen alles hadden ingepalmd. De ontmanteling van het Ottomaanse Rijk was een buitenkans voor Italië om het koloniale rijk uit te breiden. Snel werd de stad Antalya bezet en er werden plannen gemaakt om de streek te bevolken met verarmde Italiaanse boeren.
De Amerikanen, Fransen en Britten zagen de Italiaanse inhaligheid met lede ogen aan. Zij besloten op de onderhandelingen in Parijs Italië te hinderen door de Britten de controle over de zeestraten te laten behouden, de Fransen een mandaatgebied ten zuidoosten van het Italiaanse toe te wijzen, en Griekenland uit te nodigen mee te doen en een gebied rond İzmir (Smyrna) te bezetten. Een groot deel van de Grieken was hier wel voor te vinden. Het Megali Idea leefde nog altijd zeer sterk. Venizelos, die de Griekse politiek leidde, zag een herboren Byzantium. De Britten beloofden namelijk te zijner tijd ook Oost-Thracië en Constantinopel aan de Grieken over te dragen. Constantinopel was de grootste Griekstalige stad (I Polis, dé stad), en zou Athene als hoofdstad moeten vervangen. De Britten zouden hierdoor, samen met een versterkt Griekenland, het oostelijk bekken van de Middellandse Zee beheersen en tegelijkertijd Turkije én Italië inperken.
Dezelfde redenen zorgden mede voor een machtsomwenteling in Italië. Omdat het de Italiaanse politiek niet lukte deze eisen te behalen bij de Geallieerden, kwamen de fascisten van Benito Mussolini aan de macht. Hun belangrijkste politieke doelen waren het behalen van deze eisen. Ook tekent zich hier de voorgeschiedenis af op basis waarvan later Italië met nazi-Duitsland zou gaan samenwerken in de Tweede Wereldoorlog.
Het grote bezwaar tegen dit plan, verwoord door onder andere Metaxas, was dat de Grieken een minderheid binnen Turkije vormden en bovendien overal, zelfs aan de kusten, getalsmatig door de Turken werden overvleugeld. Bovendien waren de Turken vaak boeren en veehoeders, gewend aan zwaar werk en beter in staat met wapens om te gaan dan de voornamelijk stedelijke Griekse bevolking.

## Bezetting en oorlog
In mei 1919 landden de eerste Griekse troepen in İzmir (Smyrna), ondanks krachtige tegenargumenten van de stafchef generaal Metaxas.
Stergiades trachtte als bestuurlijk hoge commissaris de Grieken, Armeniërs en moslims met elkaar onder Grieks bestuur te verzoenen, maar faalde. In 1920 werd de toestand in het Verdrag van Sèvres geformaliseerd: Turkije werd in zessen geknipt:
- Een Turkse rompstaat in Centraal- en Noord-Anatolië. De Grieken hadden geëist dat deze geen bedreiging mocht vormen;
- De onafhankelijke Republiek Armenië, die eigenlijk niet erkend werd en snel onder de voet werd gelopen;
- Een Frans mandaatgebied;
- Een Brits mandaatgebied;
- Een Italiaans mandaatgebied;
- Een Griekse bezettingszone.

De Grieken breidden gedurende de zomer van 1920 hun bezettingszone gestadig uit, hoewel ze hierbij op steeds heviger Turkse weerstand stuitten. Het doel van deze operaties was consolidatie van het Anatolische bruggenhoofd en het opzetten van een bufferzone rondom İzmir/Smyrna. 
Mustafa Kemal Atatürk was degene die Turkije oprichtte toen het Ottomaanse Rijk verviel. Hij weigerde het Verdrag van Sèvres te erkennen. Armenië werd als eerste heroverd en verdeeld met de Sovjet-Unie. Hij wist de Fransen en Italianen tegen de Grieken uit te spelen. In 1921 wist Lloyd George de Grieken over te halen om door te gaan met hun pogingen tot gebiedsuitbreiding. Andere mogendheden trachtten te bemiddelen tussen Griekenland en Atatürk maar, gesteund door de Britten, vielen de Grieken in maart 1921 aan.
Het Griekse leger boekte in de zomer van 1921 succes na succes. De verovering ging gepaard met moordpartijen en plunderingen. De Turkse bevolking van Izmir werd onderdrukt en vermoord door de Griekse soldaten waardoor vele van hen vertrokken naar het oosten van Turkije. Het Griekse leger kampte echter met een laag moreel na acht jaar oorlog voeren. De omstandigheden werden naarmate men verder naar het oosten trok steeds vijandiger. De bevoorradingslijnen over de slechte wegen werden steeds langer. Vijftien kilometer voor Ankara werden de Grieken tot staan gebracht en een tegenoffensief van de Turken leidde tot een hopeloze positie. Alle voorraden waren verbruikt en de Griekse generaals besloten om terug te trekken naar Sakarya en Afyon. Beide partijen groeven zich in oktober in voor de winter.
Dezelfde maand trokken de Fransen zich terug uit Turkije, waardoor duizenden Turkse strijders de handen vrij kregen voor de strijd tegen de Grieken. De Fransen lieten oorlogsmateriaal achter, wat in het geheim was afgesproken. Ook de Italianen zagen meer en meer in dat een voortzetting van het avontuur even weinig kans op succes had als dat van de Grieken, en bereidden hun eigen vertrek voor. Italië liet enkele vliegtuigen na aan de Turken. De Britten steunden de Grieken slechts verbaal. Op 26 augustus 1922 om 05:30 uur begon het Turkse offensief Buyuk Taarruz (het Grote Offensief) op alle fronten. De sterkste eenheden van de Grieken waren in Afyon ingegraven. Het Turkse leger had besloten om eerst hier al zijn macht in te zetten. Op 27 augustus tegen de middag, wisten de Turken het Griekse leger te verslaan. Op 30 augustus brak het front en waren de Griekse generaals Trikupis en Digenis krijgsgevangen genomen en ze werden later aan Griekenland uitgeleverd. De soldaten sloegen aan het muiten en hele divisies losten op in het niets. Op 9 september kwam er een einde aan de Griekse bezetting in Izmir. Een klein deel van de Griekse inwoners van Izmir probeerde met boten te vluchten naar Griekenland. Tevens brak er brand uit in de Armeense wijk die snel om zich heen sloeg en ook de Griekse wijk in de as legde. Tot op de dag van vandaag is onduidelijk hoe de brand is ontstaan. De Griekse burgers die niet per schip wisten te ontkomen, sloegen op de vlucht voor het vuur en sprongen in zee om hun levens te redden door te zwemmen naar een van de buitenlandse marineschepen die in de haven voor anker lagen. De rest van de overgebleven Grieken en Armeniërs vormen tot de dag van vandaag een kleine minderheid in Izmir. Veel Grieken zien deze gebeurtenissen als onderdeel van de Griekse Genocide.

## De Chanak-crisis
Na de herovering van Izmir richtte Atatürk zich op de Bosporus, de Dardanellen, Istanbul en het gebied daarachter dat nu Europees-Turkije is. Dit laatste gebied was nog steeds door de Grieken bezet, terwijl de zeestraten tot neutrale zone waren uitgeroepen en door Britse en Franse militairen bezet werden gehouden. Op 15 september 1922 naderden Turkse troepen het Britse garnizoen van Çanakkale (Chanak).
De Britten waren op dat moment niet met Turkije in oorlog en hadden tot dan toe de Grieken slechts verbaal en politiek gesteund. Als de Britten en Fransen hun posities rond de zeestraten zouden verdedigen, zou dit zeker oorlog met de Turken betekenen. De Franse regering van Raymond Poincaré had echter redelijke relaties met de Turkse nationalisten opgebouwd en had genoeg van het Turkse militaire avontuur.
Toen de Britse Lord Curzon op 18 september 1922 in Parijs arriveerde voor overleg, kreeg hij te horen dat Poincaré al had besloten dat de Fransen zich zouden terugtrekken. Bovendien weigerde ook het Brits Gemenebest een eventuele oorlog met Turkije te steunen. Vooral Canada was tegen: acht jaar eerder hadden ze zich al door de Britten in een oorlog laten 'meeslepen' die het land al veel had gekost; deze keer moesten de Britten het zelf maar uitvechten. Dit was een duidelijke kentering in de Canadese politiek, die zich vanaf nu onafhankelijker van de Britten ging gedragen. Ook een groot deel van de Britse bevolking reageerde geschrokken en afwijzend op een eventuele nieuwe oorlog. Curzon en Poincaré besloten, na verhitte discussies, dat de zeestraten en Istanbul zouden worden ontruimd.
Inmiddels waren de Turken de bezette gebieden binnengetrokken, de geallieerden verzetten zich hevig maar konden hen niet tegenhouden. De Grieken werd duidelijk gemaakt dat ze door de geallieerden niet langer gesteund werden in hun claims op Istanbul en Oost-Thracië. Deze gebieden dienden dan ook door de Grieken te worden ontruimd en de Griekse vloot moest uit Istanbul worden teruggetrokken. Deze ommezwaai van de geallieerden leidde ertoe dat de Turken bereid waren tot onderhandelingen. Dit resulteerde op 15 oktober in een wapenstilstand. De geallieerden konden voorlopig op hun posten blijven, maar de Grieken moesten zich achter de Maritsa terugtrekken.
Dit onderhandelingsresultaat kostte Lloyd George zoveel politiek krediet dat hij niet lang daarna ontslag nam als eerste minister.

## Nasleep
De oorlog is met ernstige gruwelen aan beide zijden gepaard gegaan. De Grieken hebben Turken gelyncht en moslimdorpen platgebrand in Thracië en Anatolië als vergelding voor de moorden op Grieken die al waren begonnen in 1914. Afyon werd platgebrand nadat de Griekse troepen de macht daar hadden verloren. De incidenten leidden tot Turkse represailles tegen etnische Grieken en Armeniërs in Anatolië. Voor de Golf van İzmir lagen Britse, Franse en Italiaanse oorlogsschepen, die echter slechts eigen staatsburgers opnamen en noch de Grieken noch de Turken hielpen, en ook niets deden om een bloedbad te voorkomen. 
Men besloot in januari 1923 tot een bevolkingsuitwisseling tussen Turkije en Griekenland. Griekse en Turkse moslims trokken naar Anatolië, Grieken en Turkse christenen trokken naar Griekenland. Slechts moslims in het tot Griekenland behorende West-Thracië, een deel van de Griekse bevolking van Istanbul en de tot Turkije behorende eilanden Gökçeada en Tenedos bleef deze bevolkingsruil bespaard. Duizenden immigranten kwamen naar Griekenland. Dit belastte de Griekse economie. Griekenland zou daarnaast voorgoed afstand doen van het Megali Idea: het "Grote Idee", waarin de uitbreiding van de Griekse grenzen centraal staat onder invloed van de Helleense Heerschappij. 
Turkije was sterk uit de strijd gekomen en bedong de voor haar betere voorwaarden bij de onderhandelingen die leidden tot de Vrede van Lausanne. Het land omvatte nu ruwweg het huidige gebied, enige latere grenscorrecties daargelaten. Mustafa Kemal Atatürk groeide uit tot nationale held en symbool: hij had buitenlandse vijanden verslagen, het Turkse volk zijn zelfvertrouwen teruggegeven en Turkije weer op de diplomatieke kaart gezet. Zijn Turks-nationalistische, seculiere verwesteringspolitiek kwam van de grond en zou ook na zijn dood in 1938 gehandhaafd blijven. Turkije zou uitgroeien tot een regionale macht, en later tot een belangrijke partner binnen de NAVO en kandidaat-lidstaat voor de EU.

### Minderheden
Kind van de rekening werden de minderheden aan beide zijden. Na slachtpartijen van woedende Grieken, Armeniërs of Turken te hebben moeten doorstaan werd men ineens gedwongen te verhuizen naar een land dat men nauwelijks kende. De migranten behoorden vaak tot de hogere klassen: de Turken waren in Griekenland landeigenaar, de Grieken in Anatolië dokter, leraar of koopman. Nu werden ze geacht eenvoudige handenarbeid te verrichten en in haastig opgezette hutten en tenten te wonen. De migranten zouden nog lang, in zowel Griekenland als Turkije, tot de laagste economische klasse behoren. In Griekenland woonden geen Turken en bijna geen moslims meer. De Griekse aanwezigheid in het huidige territorium van de Republiek Turkije, te weten Anatolië, Lydië, Anatolië, de Bosporus, Pontus, Cappadocië, Lycië en andere thans Turkse gebieden, daterend van Homerische tijden, was eveneens bijna verdwenen. In de zeven jaar voor de bevolkingsuitwisseling had de massamoord op Armeniërs, Pontische Grieken en christelijke Assyriërs in oostelijk Turkije de lokale christelijke bevolking al sterk in aantal teruggebracht. Andersom zijn zowel in de Balkan, Trachië als in Anatolië honderden moslimse Turkse en Koerdische dorpen geplunderd en de mensen uitgeroeid door de christelijke Armeniërs en Grieken met steun van de Britten en Fransen. Aan de geschiedenis van de Ottomaans-Turkse bevolking op Kreta en de moslimaanwezigheid op het Griekse vasteland sinds de 14e eeuw kwam een einde.
De trauma's van de etnische zuiveringen blijven tot op de dag van vandaag bestaan. Zij speelden ook een belangrijke rol bij het Enosis-streven van de Griekse meerderheid op Cyprus. De oprichting van de Turkse Republiek Noord-Cyprus na de Turkse invasie van Cyprus ging gepaard met verdrijving van de Grieks-Cypriotische meerderheid uit Noord-Cyprus en de Turks-Cypriotische minderheid uit Zuid-Cyprus om verdere escalaties te voorkomen.